# PalaSharp
PalaSharp ou Palatrussardi est une salle actuellement fermée qui sera reconstruite en arène de hockey pour les Jeux olympiques d'hiver de 2026.